# استان شرقی (مصر)
استان شرقیه (به عربی: محافظة الشرقية) از استان‌های کشور مصر است.